# 루치
루치(벵골어: লুচি) 또는 루시(아삼어: লুচি)는 남아시아 벵골 및 아삼 지역의 튀긴 납작빵이다.

## 사진

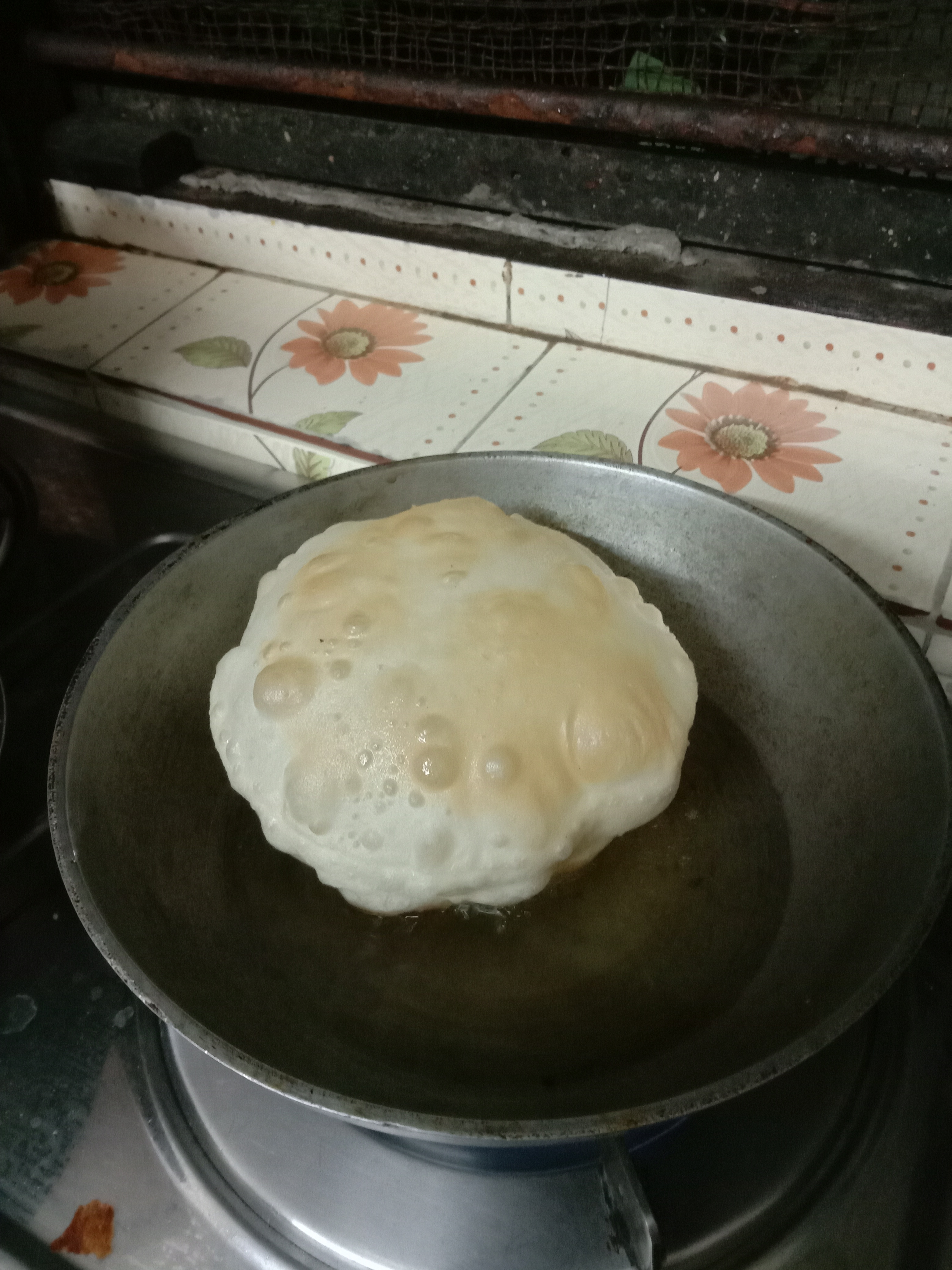
루치를 튀기는 모습
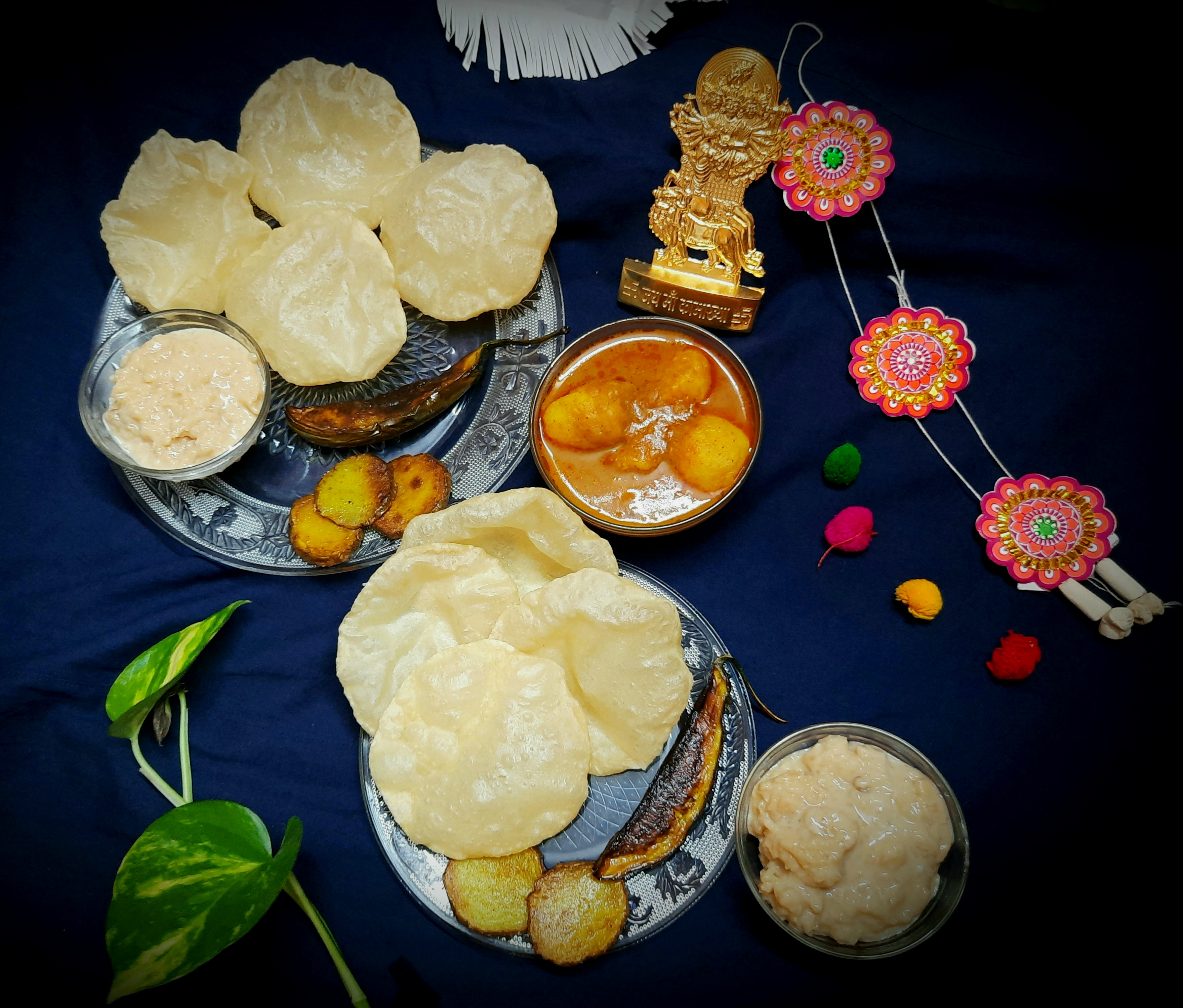
루치 탈리
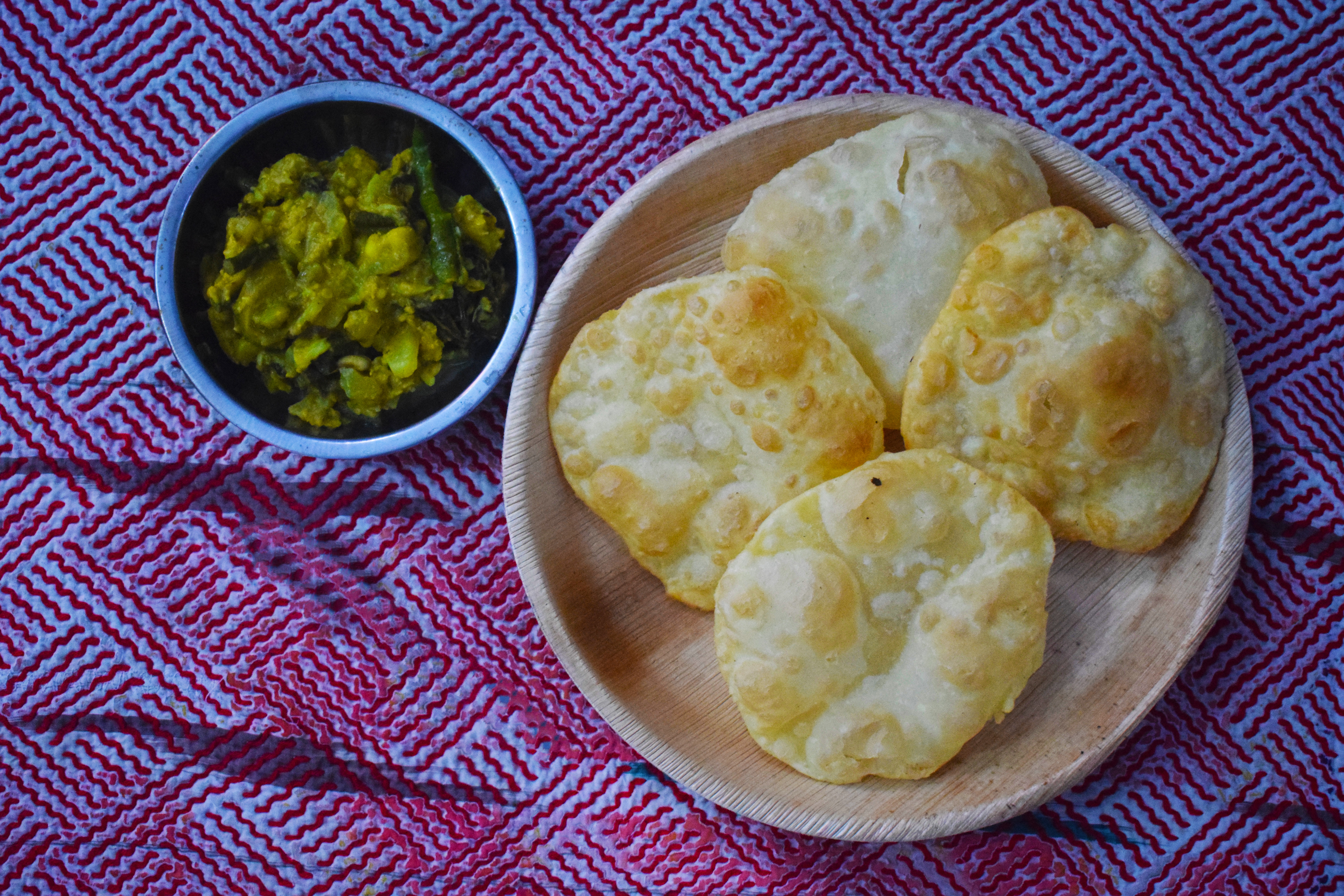
루치와 토르카리
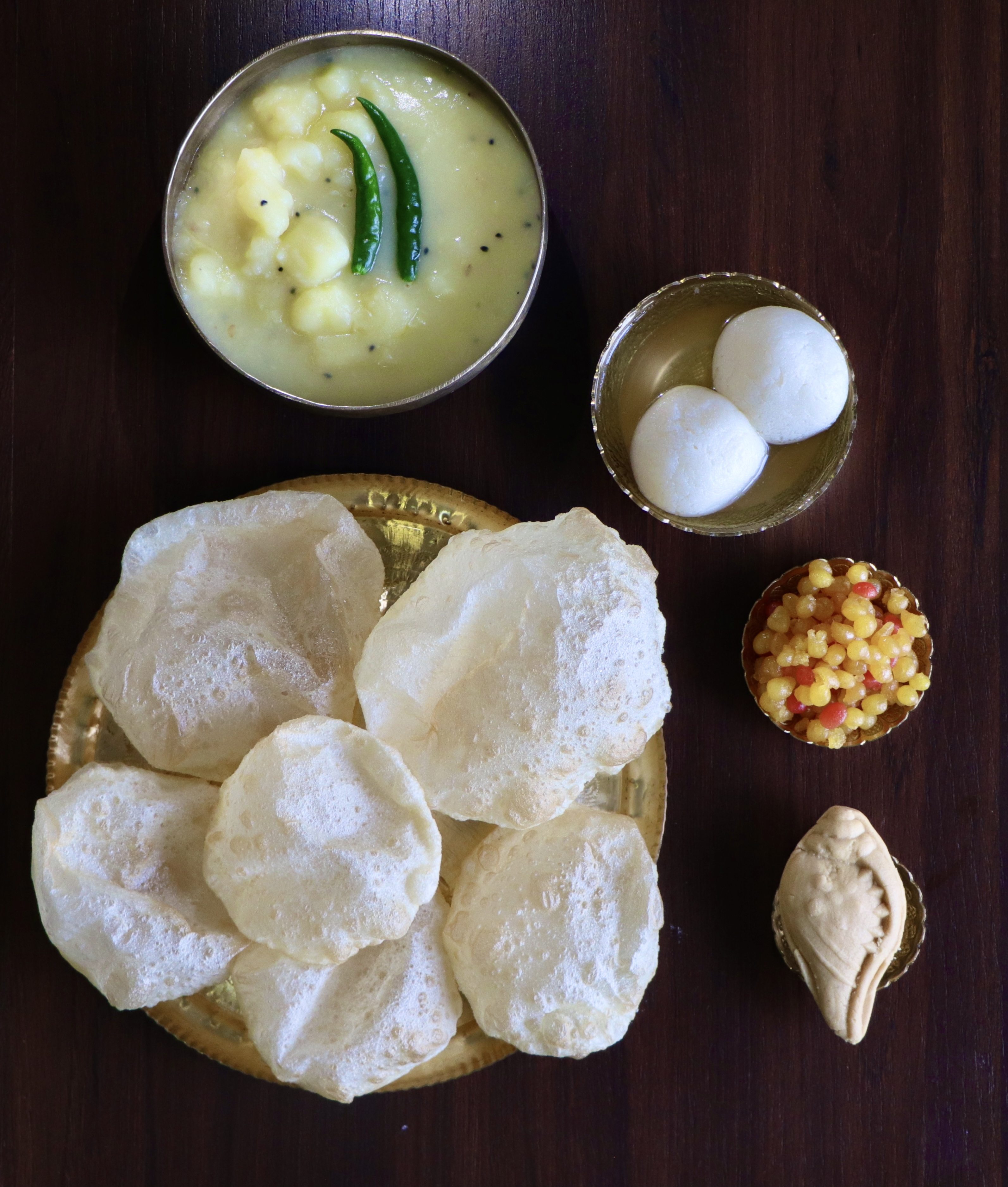
루치와 알루르 토르카리(감자 커리), 로쇼골라

## 같이 보기
- 푸리